# جیمز باکسندیل (بازیکن فوتبال، زاده پیش از ۱۹۰۰)
جیمز باکسندیل (انگلیسی: James Baxendale؛ زادهٔ) بازیکن فوتبال اهل بریتانیا است.
از باشگاه‌هایی که در آن بازی کرده‌است می‌توان به باشگاه فوتبال بلکپول اشاره کرد.